# 锡斯坦

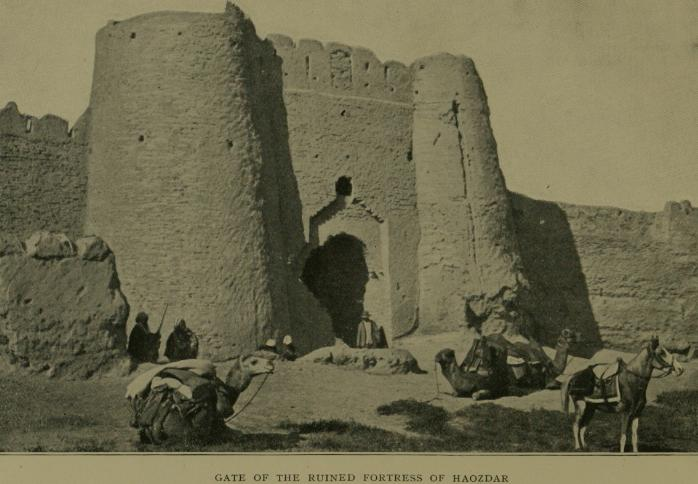
位于锡斯坦的Haozdar之门

锡斯坦（Sīstān，波斯语/俾路支语/普什图语：سیستان），古作Sakastan（波斯语/俾路支语/普什图语：ساكاستان；“塞迦之地”）是历史上的一个地理区域，位于今伊朗东部（錫斯坦－俾路支斯坦省）和阿富汗南部（尼姆鲁兹省、坎大哈省）。该地区有许多不适合人类居住的荒漠，被阿富汗境内最大的河流赫尔曼德河分隔成两部分，该河流注入两国边境的哈蒙湖。
锡斯坦最著名的考古遗址是被焚之城和哈杰赫山，后者是哈蒙湖中隆起的小丘形成的小岛。